# Ismaël Doukouré
Ismaël Landry Doukouré (Lille, Alta Francia, 24 de julio de 2003) es un futbolista francés de origen marfileño. Juega de defensa central y pivote, su equipo actual es el Racing Club de Estrasburgo Alsacia de la Ligue 1, máxima categoría del fútbol francés.

## Trayectoria
Tras 2 temporadas con Valenciennes, el 29 de enero de 2022 fue fichado por Estrasburgo, firmó contrato hasta 2026.

## Selección nacional
Ha sido internacional con la selección de fútbol de Francia en las categorías juveniles sub-19, sub-20, sub-21 y sub-23.
Debutó con les Bleus el 4 de septiembre de 2021, en un amistoso sub-19 contra Eslovaquia, fue titular y empataron 1-1. Fue convocado para la clasificación al Europeo Sub-19 en noviembre, disputó los 3 partidos de titular, ganaron en cada uno y pasaron de fase. Fue confirmado para jugar el Campeonato Europeo Sub-19 de 2022, solo disputó un encuentro, fueron derrotados por Israel en la semifinal.

## Estadísticas
Actualizado al último partido disputado el 17 de mayo de 2025.
| Club                         | Div.          | Temporada     | Liga  | Liga  | Liga   | Copas nacionales | Copas nacionales | Copas nacionales | Copas internacionales | Copas internacionales | Copas internacionales | Total | Total | Total  |
| Club                         | Div.          | Temporada     | Part. | Goles | Asist. | Part.            | Goles            | Asist.           | Part.                 | Goles                 | Asist.                | Part. | Goles | Asist. |
| ---------------------------- | ------------- | ------------- | ----- | ----- | ------ | ---------------- | ---------------- | ---------------- | --------------------- | --------------------- | --------------------- | ----- | ----- | ------ |
| Valenciennes F. C. Francia   | 2.ª           | 2020-21       | 19    | 0     | 0      | 3                | 0                | 0                | —                     | —                     | —                     | 22    | 0     | 0      |
| Valenciennes F. C. Francia   | 2.ª           | 2021-22       | 9     | 0     | 0      | 2                | 1                | 0                | —                     | —                     | —                     | 11    | 1     | 0      |
| Valenciennes F. C. Francia   | Total club    | Total club    | 28    | 0     | 0      | 5                | 1                | 0                | 0                     | 0                     | 0                     | 33    | 1     | 0      |
| R. C. Estrasburgo A. Francia | 1.ª           | 2021-22       | 1     | 0     | 0      | -                | -                | -                | —                     | —                     | —                     | 1     | 0     | 0      |
| R. C. Estrasburgo A. Francia | 1.ª           | 2022-23       | 28    | 1     | 1      | 1                | 0                | 0                | —                     | —                     | —                     | 29    | 1     | 1      |
| R. C. Estrasburgo A. Francia | 1.ª           | 2023-24       | 22    | 0     | 0      | 2                | 0                | 0                | —                     | —                     | —                     | 24    | 0     | 0      |
| R. C. Estrasburgo A. Francia | 1.ª           | 2024-25       | 31    | 1     | 1      | 1                | 0                | 0                | —                     | —                     | —                     | 32    | 1     | 1      |
| R. C. Estrasburgo A. Francia | 1.ª           | 2025-26       | 0     | 0     | 0      | -                | -                | -                | -                     | -                     | -                     | 0     | 0     | 0      |
| R. C. Estrasburgo A. Francia | Total club    | Total club    | 82    | 2     | 2      | 4                | 0                | 0                | 0                     | 0                     | 0                     | 86    | 2     | 2      |
| Total carrera                | Total carrera | Total carrera | 110   | 2     | 2      | 9                | 1                | 0                | 0                     | 0                     | 0                     | 119   | 3     | 2      |
| 1.                           |               |               |       |       |        |                  |                  |                  |                       |                       |                       |       |       |        |